# ديمتري كوزمين
ديمتري كوزمين (مواليد 9 سبتمبر 1977) هو سبّاح قيرغيزستاني، مثّل بلاده في الألعاب الأولمبية الصيفية 2000.

## روابط خارجية
ديمتري كوزمين على موقع الاتحاد الدولي للسباحة (الإنجليزية)
- ديمتري كوزمين على موقع أوليمبيديا (الإنجليزية)